# Hesperomeles weberbaueri
Hesperomeles weberbaueri är en rosväxtart som beskrevs av C. K. Schneider. Hesperomeles weberbaueri ingår i släktet Hesperomeles och familjen rosväxter. Inga underarter finns listade i Catalogue of Life.